# Lingua nyelvkönyvek
A Lingua nyelvkönyvek egy, Latzkó Hugó (1876–1932), Honti Rezső (1879–1956) és Hegedüs Izidor (1872–1942) tanárok által alapított, a Lingua Kiadó és Könyvkereskedelmi Részvénytársaság által kiadott, az 1920-as években megjelent könyvsorozat. Kötetei – egészen az 1950-es évekig – számos kiadást értek meg. A sorozat kereteiben kiadott, egyenként általában 100-150 oldalas kötetekből alapvető nyelvi tudást lehetett elsajátítani autodidakta módon. A nyelvkönyveken túl kéziszótárakat és nyelvtani áttekintéseket is megjelentettek.

## Kiadványok
| Cím                            | Szerző(k)                   | Megjelenés éve | Oldalszám |
| ------------------------------ | --------------------------- | -------------- | --------- |
| Angol nyelvkönyv               | Latzkó Hugó, Honti Rezső    | 1921           | 176       |
| Angol nyelvkönyv               | Yolland Arthur              | ?              | 224       |
| Francia nyelvkönyv             | Hegedüs Izidor, Latzkó Hugó | 1925           | 200       |
| Brazíliai portugál nyelvkönyv  | Kordás Ferenc               | 1947           | 99        |
| Eszperantó nyelvtan            | Tieder Zsigmond             | 1931           | 96        |
| Holland nyelvtan és társalgó   | Széll Sándor                | 1926           | 157       |
| Német nyelvkönyv               | Altai Rezső                 | 1921           | 176       |
| Olasz nyelvkönyv               | Honti Rezső                 | 1921           | 144       |
| Olasz útitárs                  | Honti Rezső                 | 1932           | 103       |
| Török nyelvtan                 | Germanus Gyula              | 1925           | 136       |
| Az olasz igeragozás táblázata  | Honti Rezső                 | 1942           | 30        |
| A francia igeragozás táblázata | Hegedüs Izidor              | 1925           | 8         |